# Малый Нарын
Ма́лый Нары́н (бур. Бага Нарин) — улус в Джидинском районе Бурятии. Входит в сельское поселение «Гэгэтуйское».

## География
Расположен в 7 км к западу от центра сельского поселения, улуса Гэгэтуй, и в 16 км северо-западнее районного центра, села Петропавловка, в межгорной долине речки Нарын в южных отрогах хребта Малый Хамар-Дабан.
Соседние населенные пункты — Гэгэтуй, Верхний Бургалтай.

## Население
| 2002 | 2006 | 2010 |
| ---- | ---- | ---- |
| 220  | ↗235 | ↗238 |

## Люди, связанные с улусом
- Раднаева, Галина Жигмытовна (род. в 1949 году) — народный поэт Бурятии, собирательница джидинского фольклора, Человек года-2010 («Информ Полис»), лауреат Государственной премии Республики Бурятия (2010)[3].

.